# Можайский муниципальный округ
Можа́йский муниципа́льный о́круг — муниципальное образование на западе Московской области России, соответствующее по административно-территориальному делению городу областного подчинения Можа́йск с административной территорией.
Административный центр — город Можайск.
До 2018 года — Можайский район, административно-территориальная единица (район) и муниципальное образование (муниципальный район). 8 февраля 2018 года Можайский муниципальный район был преобразован в Можайский городской округ. 17 марта 2018 Можайский административный район был преобразован в город областного подчинения Можайск с административной территорией.
С 1 января 2025 года Можайский городской округ преобразован в Можайский муниципальный округ.

## География
Площадь района составляет 2626,88 км². Район граничит с городским округом Шаховская, Рузским, Волоколамским и Наро-Фоминским городскими округами Московской области, а также с Гагаринским и Тёмкинским районами Смоленской области, Износковским и Медынским районами Калужской области.

### Климат
Климат умеренно континентальный. Средняя температура января −10 °С, июля +18 °С. Осадков 450—650 мм в год. Вегетационный период составляет около 170 дней. Климатические условия благоприятны для возделывания зерновых, зернобобовых, овощных (картофеля, столовой свеклы, моркови и др. овощных культур), а также многолетних трав и кормовых культур.

### Рельеф
Район расположен в пределах Смоленско-Московской возвышенности, что обусловливает преобладание холмистого рельефа. Высочайшие холмы (до 310 м) — близ Уваровки. К югу от Минского шоссе — среднехолмистый рельеф с глубоко врезанными речными долинами. Выделяются крупные холмы на правобережье Протвы близ границы с Калужской областью.

### Гидрография

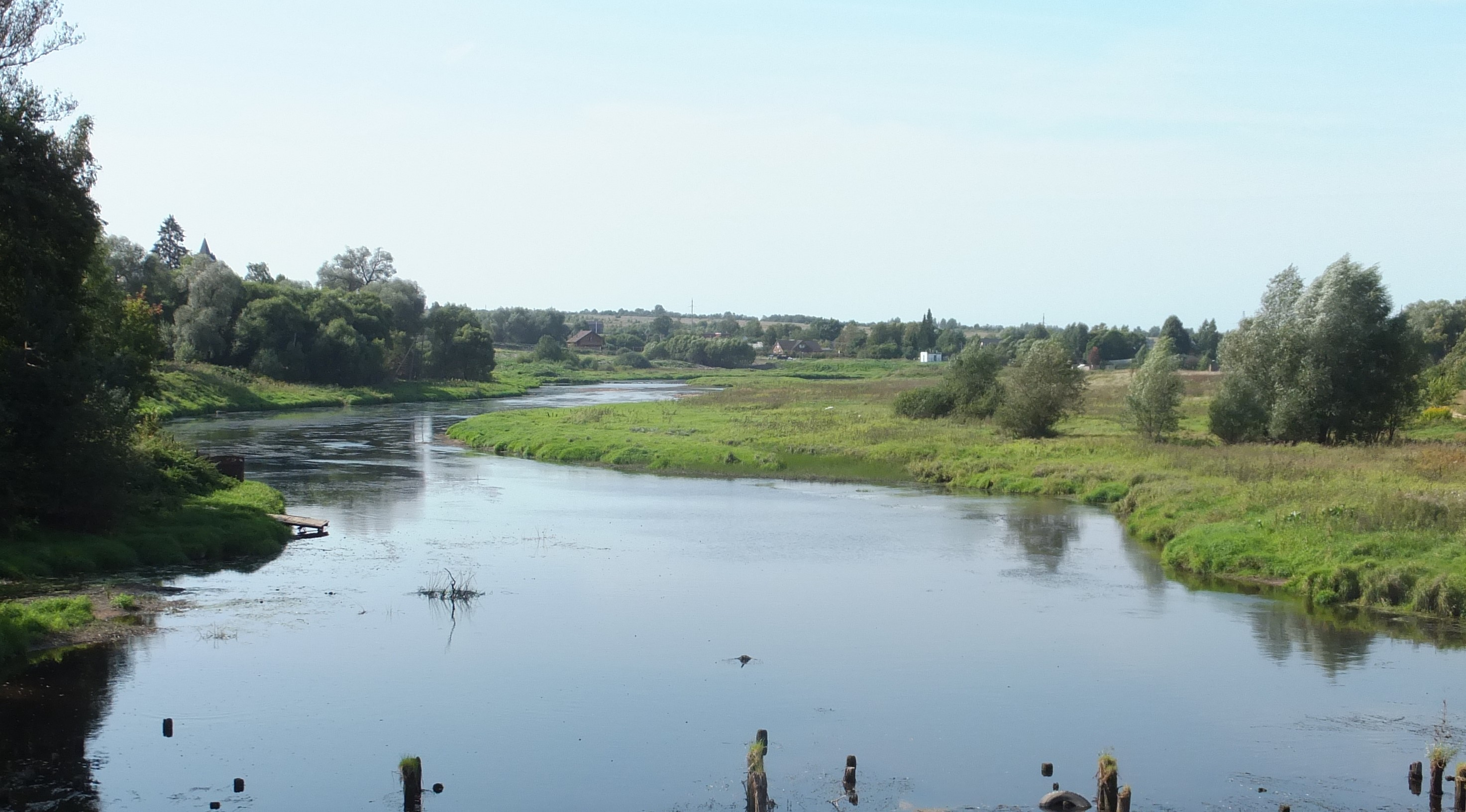
Москва-река, Можайск, вид с Ильинского моста

В районе берут своё начало реки Москва (с притоками Иночь, Искона, Колочь), Протва (с притоком Берега и др.), Руть, Лужа, Воря. Здесь создан один из основных резервов водопополнения запасов питьевой воды города Москвы — Можайское водохранилище, протянувшееся более чем на 20 км. Район является крупнейшей зоной питания артезианского бассейна всей области.
На северо-востоке района вблизи деревни Топорово расположено Топоровское озеро, которое входит в перечень особо охраняемых природных территорий местного значения. Озеро естественное, образовано в результате термокарстовых явлений.

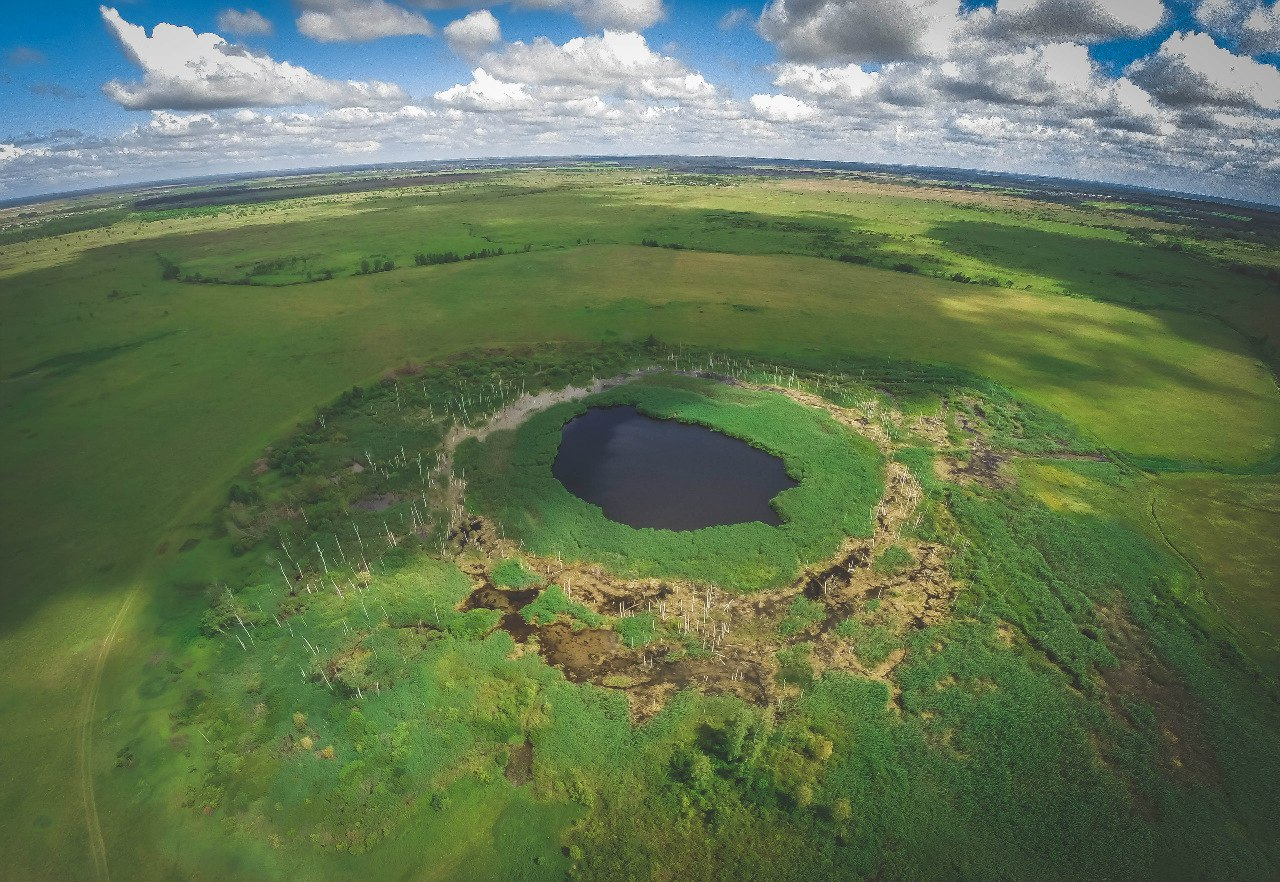
Топоровское озеро

### Природные ресурсы
Район богат крупными лесными массивами (леса занимают 42 % площади района). На севере района леса еловые и елово-широколиственные, на юге — в основном берёзовые и осиновые. Значительную площадь занимают также луга, сенокосы и пастбища. В районе — большие запасы гончарных глин, песчано-гравийное месторождение (близ села Дровнино). Живописная природа Можайского района, большие лесные массивы, обилие водоёмов благоприятны для проведения климатотерапии и лечения. На территории района имеются минеральные источники.

## История

### XIII—XVIII века

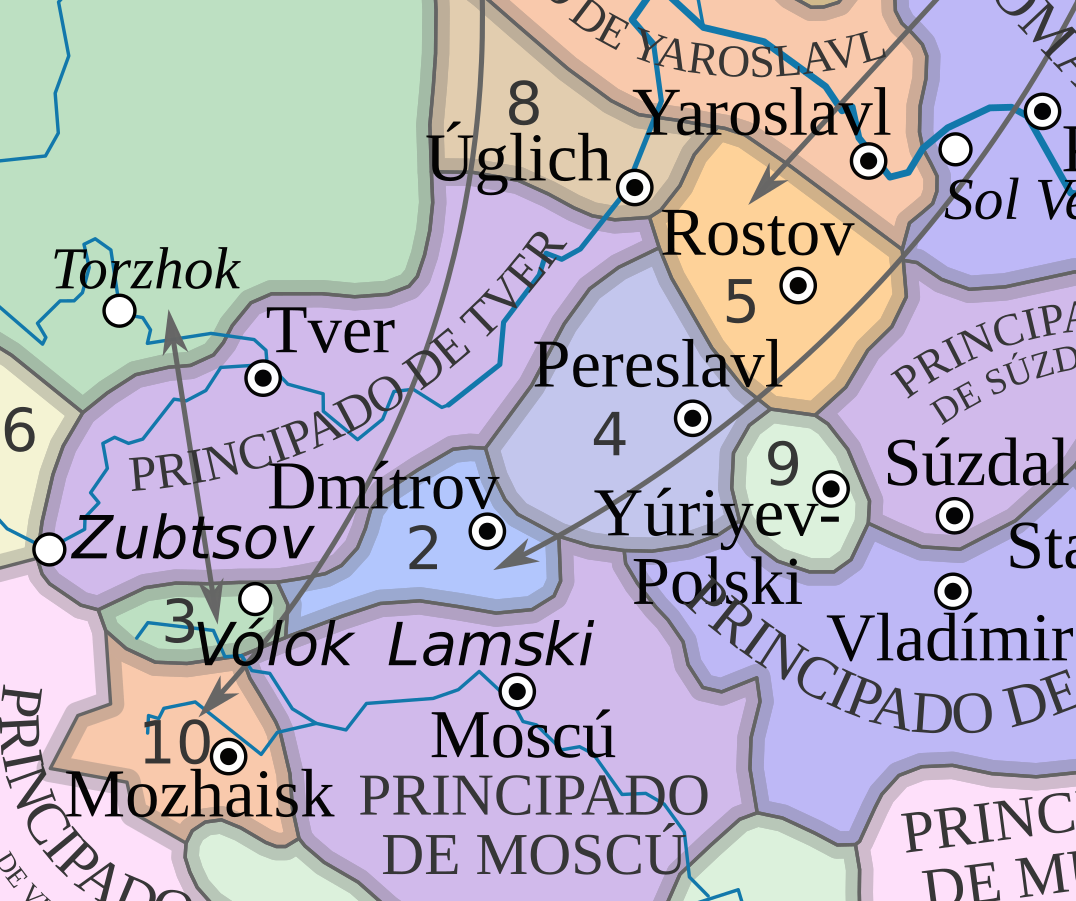
Можайское княжество на карте русских княжеств в начале XIV в.

Можайские земли впервые упомянуты в летописи под 1231 годом, однако многочисленные археологические памятники — городища, стоянки, курганы — свидетельствуют о том, что окрестности современного Можайска были заселены уже в эпоху неолита.
В XIII в. город принадлежал Смоленскому княжеству, а в 1303 г. был присоединён к Москве и долгие годы являлся важным укреплённым пунктом на западных границах московских владений. В 1389—1493 гг. Можайск — центр удельного княжества, где чеканились собственные монеты, основывались монастыри. В XVI в. он становится значительным торгово-ремесленным центром и упоминается как «город Можавевск на речке Мжае».
Из рода московских князей первым князем Можайска был сын героя Куликовской битвы Дмитрия Донского Андрей (1389—1432). Позднее городом управляли наместники из Москвы, а последним можайским князем был Андрей Углицкий (1481—1491).
Можайск являлся резиденцией великих московских князей, здесь бывали: Иван Грозный, Борис Годунов, имелся государев двор, а также палаты царицы, двор патриарха.
В XIV веке Можайск пережил пору расцвета. Он был одним из религиозных центров Русского государства, благодаря особо почитаемой иконе Николы Можайского.
В начале XVII в. город оказался в центре событий польско-литовской интервенции, летом 1618 г. более 1,5 тыс. казаков отражали в Можайске атаки осадивших город польских войск королевича Владислава. В 1626—1633 гг. можайским воеводой был герой народного ополчения, освободившего Москву от интервентов, Д. М. Пожарский.
В 1624—1626 годах в Можайске был выстроен каменный кремль по образцу московского Китай-города с двумя воротами и шестью башнями.

### Бородинское сражение
Можайск тесно связан с событиями Отечественной войны 1812 г. В 12-и километрах западнее города расположено Бородинское поле — место крупнейшего сражения русских войск с армией Наполеона, в котором участвовало 250 тыс. человек. В настоящее время здесь расположен Бородинский военно-исторический музей-заповедник.
Вклад Можайского уезда заключался в формировании первого егерского и первого пехотного полков Московского ополчения, которые состояли преимущественно из жителей Можайского и соседнего с ним Рузского уездов. Уезд выставил в помощь армии 1900 ратников-ополченцев. В городе функционировали госпитали, строились провиантские военные магазины, склады, цейхгаузы. Под городом активно действовали армейские партизаны и крестьянские партизанские отряды.
Наполеоновская армия дважды проходила через Можайск: 28 августа, после Бородинского сражения по дороге в Москву, и в октябре 1812 года, отступая на запад. В период отступления армии Наполеона в октябре 1812 года казаки атамана М. И. Платова успешно атаковали у села Колоцкое, которое находится примерно в 10 километрах к западу от Бородина на Смоленской дороге, арьергард противника.
12 июля 1929 года Постановлением ВЦИК «О составе округов и районов Московской области и их центрах» был образован Можайский район с центром в городе Можайске.

### Можайский район в Великую Отечественную войну
Летом 1941 года, когда возникла угроза захвата Москвы, по решению Государственного Комитета Обороны началось строительство Можайской линии обороны, на рубежах которой советские войска противостояли воинских соединениям армии группы «Центр».
В октябре 1941 гитлеровские войска направили основные усилия на вывод своих войск к Минскому шоссе, по которому планировалось прорваться к Москве. Особенно тяжёлые бои имели место в районе Ельни, д. Артёмки. C 13 по 18 октября немецкие войска непрерывно предпринимали безуспешные штурмы позиций Можайской линии обороны. Советские части задержали на пять дней продвижение немецких войск на Можайском направлении. Но 18 октября, прорвав оборону, на улицы Можайска ворвались фашистские войска.
Во время оккупации на территории Можайского района действовали четыре партизанских отряда. В Можайске есть улица, названная в их честь, — улица Красных Партизан.
19 января, совершив обход Можайска с севера и юга, к городу подступили войска 5-й армии, создав угрозу окружения немецко-фашистских войск, и вынудили тех к поспешному отступлению. Рано утром 20 января город был взят штурмом с трёх сторон и освобождён.
В 1960 году к району были присоединены территории упразднённого Уваровского района.

### История административного деления
Можайский район был образован 12 июля 1929 года в составе Московского округа Московской области. В состав района вошли город Можайск и ряд сельсоветов бывшего Можайского уезда Московской губернии:
- из Борисовской волости: Борисовский, Коровинский, Сивковский, Судаковский
- из Бородинской волости: Бородинский, Валуевский, Горячкинский, Ельнинский, Ковалевский, Семеновский, Старосельский, Юдинский
- из Верейской волости: Пушкинский, Шаликовский
- из Глазовской волости: Аксановский, Антоновский, Бычковский, Глазовский, Горетовский, Збышковский, Мышкинский, Перещаповский, Поздняковский, Поминовский, Троицкий
- из Елмановской волости: Архангельский, Ваулинский, Гальчинский, Губинский, Крюковский, Кутловский, Марьинский, Сокольниковский, Шустиковский, Юрловский
- из Карачаровской волости: Андреевский, Карачаровский, Копцовский, Милятинский, Хатанковский
- из Клементьевской волости: Клементьевский, Макаровский, Пуршевский, Ратчинский, Холмский
- из Кукаринской волости: Александровский, Вяземский, Гавшинский, Ильинский, Колычевский, Криушинский, Кукаринский, Новосуринский, Отяковский, Рыльковский, Соколовский, Тесовский, Тетеринский, Ченцовский, Ямской
- из Щелковской волости: Облянищевский.

20 мая 1930 года из Можайского района в Верейский район были переданы Архангельский, Крюковский и Шустиковский с/с.
1 апреля 1931 года был упразднён Гальчинский с/с. Вскоре был упразднён Андреевский с/с.
5 апреля 1936 года были упразднены Антоновский, Бычковский, Гавшинский, Ельнинский, Збышковский, Ильинский, Ковалевский, Колычевский, Копцевский, Коровинский, Макаровский, Ратчинский, Рыльковский, Соколовский и Старосельский с/с. Судаковский с/с был переименован в Андреевский.
В 1938 году Холмский с/с был переименован в Макаровский.
4 января 1939 года в новый Осташёвский район были переданы Карачаровский и Хатанковский с/с. 17 июля были упразднены Горетовский, Облянищевский и Пушкинский с/с.
16 января 1941 года из Рузского района в Можайский был передан Настасьинский с/с (селения Васюково, Маклаково, Настасьино).
15 февраля 1952 года был упразднён Семёновский с/с.
14 июня 1954 года были упразднены Александровский, Валуевский, Вяземский, Горячкинский, Губинский, Криушинский, Макаровский, Марьинский, Новосуринский, Отяковский, Перещаповский, Поздняковский, Поминовский, Пуршевский, Тетеринский, Троицкий, Ченцовский и Юдинский с/с. Образованы Красноиншинский, Павлищевский и Чертановский с/с.
7 декабря 1957 года из упразднённого Осташёвского района в Можайский район был передан Болычевский с/с, но уже 31 декабря он был передан в Волоколамский район.
7 августа 1958 года был образован Поздняковский с/с. Одновременно были упразднены Андреевский, Красноиншинский, Милятинский, Мышкинский, Настасьинский (территория (селения Васюково, Маклаково и Настасьино) передана в Клементьевский с/с) и Шаликовский с/с. Чертановский с/с был переименован в Кожуховский.
21 мая 1959 года были упразднены Аксановский и Тесовский с/с. 3 июня был упразднён Уваровский район. Из его состава в Можайский район вошли рабочий посёлок Уваровка и сельсоветы: Астафьевский, Бурмакинский, Вешковский, Горбуновский, Дегтярёвский, Дровнинский, Замошинский, Ивакинский, Колоцкий, Некрасовский, Нововасильевский, Новопокровский, Порецкий, Преснецовский, Синичинский, Слащевский и Хващевский. 8 августа были упразднены Бурмакинский, Горбуновский, Ивакинский, Колоцкий, Некрасовский и Сокольниковский с/с. Кутловский с/с был переименован в Губинский, Слащевский с/с — в Семеновский.
20 августа 1960 года были упразднены Дегтярёвский, Павлищевский, Поздняковский и Сивковский с/с.
31 июля 1962 года были упразднены Астафьевский и Преснецовский с/с. Образован Колоцкий с/с.
1 февраля 1963 года город Можайск отнесен к категории городов областного подчинения (Указ Президиума Верховного совета РСФСР) (Ведомости Верховного Совета РСФСР. - 1963. - № 5 (227) от 7 февраля. - С. 161-162).
1 февраля 1963 года вместо Можайского района был образован Можайский укрупнённый сельский район. При этом р.п. Уваровка передан в подчинение Можайску, а все сельсоветы — в Можайский сельский район. 13 января 1965 года Можайский сельский район преобразован в Можайский район (Указ Президиума Верховного совета РСФСР) (Ведомости Верховного Совета РСФСР. - 1965. - № 3 (329) от 18 января. - С. 68-71). В его состав вошли р.п. Уваровка и сельсоветы Борисовский, Бородинский, Ваулинский, Глазовский, Губинский, Дровнинский, Замошинский, Клементьевский, Кожуховский, Колоцкий, Кукаринский, Нововасильевский, Порецкий, Семёновский, Синичинский, Хващевский, Юрловский и Ямской.
24 октября 1973 года был упразднён Нововасильевский с/с. Образован Павлищевский с/с.
30 октября 1986 года был упразднён Хващевский с/с.
3 февраля 1994 года сельсоветы были преобразованы в сельские округа.
1 февраля 2001 года город Можайск утратил статус города областного подчинения (Закон Московской области от 17 января 2001 года № 12/2001-ОЗ, "Подмосковные известия", № 20, 01.02.2001).
16 марта 2018 года рабочий поселок Уваровка отнесен в административное подчинение городу Можайск (Постановление Губернатора Московской области от 1 марта 2018 года № 75-ПГ, Официальный Интернет-портал Правительства Московской области http://www.mosreg.ru, 16.03.2018) и упразднены сельские поселения Борисовское, Бородинское, Горетовское, Дровнинское, Замошинское, Клементьевское, Порецкое, Спутник и Юрловское (Постановление Губернатора Московской области от 1 марта 2018 года № 76-ПГ, Официальный Интернет-портал Правительства Московской области http://www.mosreg.ru, 16.03.2018).
17 марта 2018 года Можайский район упразднен и вместо него образована новая административно-территориальная единица Московской области — город областного подчинения Можайск с административной территорией.
Муниципальное устройство
С 2006 до 2018 года в Можайский муниципальный район входили 11 ныне упразднённых муниципальных образований (2 городских и 9 сельских поселений):
| №        | Муниципальное образование | Административный центр   | Количество населённых пунктов | Население | Площадь, км2 |
| -------- | ------------------------- | ------------------------ | ----------------------------- | --------- | ------------ |
| 1e-06    | Городские поселения:      |                          |                               |           |              |
| 1        | Можайск                   | город Можайск            | 22                            | ↘43 083   | 77,92        |
| 2        | Уваровка                  | рабочий посёлок Уваровка | 22                            | ↘4861     | 136,89       |
| 2.000002 | Сельские поселения:       |                          |                               |           |              |
| 3        | Борисовское               | село Борисово            | 41                            | ↘2064     | 268,91       |
| 4        | Бородинское               | деревня Бородино         | 46                            | ↘2780     | 218,20       |
| 5        | Горетовское               | деревня Горетово         | 16                            | ↗1504     | 167,91       |
| 6        | Дровнинское               | посёлок Цветковский      | 30                            | ↘1886     | 164,65       |
| 7        | Замошинское               | деревня Мокрое           | 29                            | ↘2901     | 489,12       |
| 8        | Клементьевское            | деревня Клементьево      | 32                            | ↘2815     | 193,26       |
| 9        | Порецкое                  | село Поречье             | 52                            | ↘3048     | 396,11       |
| 10       | Спутник                   | посёлок Спутник          | 21                            | ↘2577     | 136,51       |
| 11       | Юрловское                 | село Сокольниково        | 47                            | ↘3350     | 377,80       |

8 февраля 2018 года Можайский муниципальный район и все входившие в его состав сельские и городские поселения были упразднены и объединены в муниципальное образование Можайский городской округ
17 марта 2018 года район как административно-территориальная единица области упразднена и преобразована в город областного подчинения Можайск с административной территорией

## Население
| 1931    | 1939    | 1959    | 1970    | 1979    | 1989    | 2002    |
| ------- | ------- | ------- | ------- | ------- | ------- | ------- |
| 57 962  | ↗59 371 | ↗73 517 | ↘53 024 | ↘46 034 | ↘42 593 | ↗70 303 |
| 2006    | 2009    | 2010    | 2011    | 2012    | 2013    | 2014    |
| ↘69 640 | ↘69 627 | ↗72 745 | ↘72 661 | →72 661 | ↘72 521 | ↘72 465 |
| 2015    | 2016    | 2017    | 2018    | 2019    | 2020    | 2021    |
| ↘72 248 | ↘71 947 | ↘71 535 | ↘70 869 | ↘70 548 | ↗70 753 | ↗91 965 |
| 2023    | 2024    |         |         |         |         |         |
| ↗92 519 | ↗92 529 |         |         |         |         |         |

### Урбанизация
В городских условиях (город Можайск и рабочий посёлок Уваровка) проживают 39,66 % населения района.

### Демография
За 1 квартал 2015 года Можайский отдел ЗАГС зарегистрировал 362 акта гражданского состояния о рождении — 193 мальчика и 169 девочек, что на 31 ребёнка больше, чем за аналогичный период 2014 года. Число первых детей в семьях, составило 153, вторых — 134, третьих — 47, четвёртых — 12, пятых — 13, шестых — 1, седьмых — 2. У трёх пар родились двойняшки. 62 ребёнка родились у одиноких матерей. Популярными именами среди мальчиков стали: Максим, Михаил, Егор; среди девочек: Мария, Елизавета, Анастасия.

### Национальный состав
По итогам переписи населения 2020 года проживали следующие национальности (национальности менее 0,1 % и другое, см. в сноске к строке «Другие»):
| Национальность | Численность, чел. | Доля     |
| -------------- | ----------------- | -------- |
| Русские        | 83 187            | 90,46 %  |
| Украинцы       | 341               | 0,37 %   |
| Таджики        | 241               | 0,26 %   |
| Армяне         | 239               | 0,26 %   |
| Узбеки         | 203               | 0,22 %   |
| Татары         | 197               | 0,21 %   |
| Белорусы       | 177               | 0,19 %   |
| Мордва         | 129               | 0,14 %   |
| Молдаване      | 116               | 0,13 %   |
| Другие         | 7135              | 7,76 %   |
| Итого          | 91 965            | 100,00 % |

## Населённые пункты
В Можайском муниципальном округе 358 населённых пунктов:
| №   | Населённый пункт                         | Тип                     | Население | Бывшее муниципальное образование  |
| --- | ---------------------------------------- | ----------------------- | --------- | --------------------------------- |
| 1   | Авдотьино                                | деревня                 | ↘7        | сельское поселение Горетовское    |
| 2   | Акиньшино                                | деревня                 | ↗32       | городское поселение Уваровка      |
| 3   | Аксаново                                 | деревня                 | ↗56       | сельское поселение Горетовское    |
| 4   | Аксентьево                               | деревня                 | ↘6        | сельское поселение Борисовское    |
| 5   | Александровка                            | деревня                 | ↗66       | сельское поселение Замошинское    |
| 6   | Александрово                             | деревня                 | ↗75       | сельское поселение Спутник        |
| 7   | Алексеевка                               | деревня                 | ↗9        | сельское поселение Юрловское      |
| 8   | Алексеенки                               | деревня                 | →0        | сельское поселение Борисовское    |
| 9   | Алискино                                 | деревня                 | ↘9        | сельское поселение Юрловское      |
| 10  | Андреевское                              | деревня                 | ↗286      | сельское поселение Борисовское    |
| 11  | Аниканово                                | деревня                 | ↗16       | сельское поселение Дровнинское    |
| 12  | Аникино                                  | деревня                 | ↗15       | сельское поселение Спутник        |
| 13  | Антоново                                 | деревня                 | ↘11       | сельское поселение Бородинское    |
| 14  | Арбеково                                 | деревня                 | →0        | сельское поселение Юрловское      |
| 15  | Артёмки                                  | деревня                 | ↘82       | сельское поселение Борисовское    |
| 16  | Астафьево                                | деревня                 | ↘113      | сельское поселение Порецкое       |
| 17  | Бабаево                                  | деревня                 | →0        | сельское поселение Юрловское      |
| 18  | Бабынино                                 | деревня                 | ↗8        | сельское поселение Бородинское    |
| 19  | Бакулино                                 | деревня                 | →22       | сельское поселение Порецкое       |
| 20  | Балобново                                | деревня                 | →6        | сельское поселение Юрловское      |
| 21  | Бараново                                 | деревня                 | ↗303      | городское поселение Уваровка      |
| 22  | Бараново                                 | село                    | ↘33       | сельское поселение Борисовское    |
| 23  | Бараново                                 | хутор                   | ↘2        | сельское поселение Юрловское      |
| 24  | Барсуки                                  | деревня                 | ↘19       | сельское поселение Порецкое       |
| 25  | Бартеньево                               | деревня                 | ↗22       | сельское поселение Юрловское      |
| 26  | Барцылово                                | деревня                 | ↗4        | сельское поселение Дровнинское    |
| 27  | Барыши                                   | деревня                 | ↘4        | сельское поселение Дровнинское    |
| 28  | Батынки                                  | деревня                 | ↘5        | сельское поселение Горетовское    |
| 29  | Бедняково                                | деревня                 | ↗4        | сельское поселение Замошинское    |
| 30  | Беззубово                                | деревня                 | ↘16       | сельское поселение Бородинское    |
| 31  | Бели                                     | деревня                 | ↗3        | сельское поселение Клементьевское |
| 32  | Блазново                                 | деревня                 | ↗93       | сельское поселение Горетовское    |
| 33  | Бобры                                    | деревня                 | ↘18       | сельское поселение Дровнинское    |
| 34  | Болото Старое                            | деревня                 | →0        | сельское поселение Борисовское    |
| 35  | Большие Парфёнки                         | деревня                 | ↘112      | сельское поселение Борисовское    |
| 36  | Большое Новосурино                       | деревня                 | ↘127      | городское поселение Можайск       |
| 37  | Большое Соколово                         | деревня                 | ↘64       | сельское поселение Борисовское    |
| 38  | Большое Тёсово                           | деревня                 | ↗100      | сельское поселение Спутник        |
| 39  | Борисово                                 | село                    | ↗947      | сельское поселение Борисовское    |
| 40  | Бородавкино                              | деревня                 | ↗3        | сельское поселение Юрловское      |
| 41  | Бородино                                 | деревня                 | ↗63       | сельское поселение Бородинское    |
| 42  | Бородино                                 | посёлок                 | ↗289      | сельское поселение Бородинское    |
| 43  | Бородинского лесничества                 | посёлок                 | ↘106      | сельское поселение Бородинское    |
| 44  | Бородинского музея                       | посёлок                 | ↗58       | сельское поселение Бородинское    |
| 45  | Бородинское Поле                         | посёлок                 | ↘678      | сельское поселение Бородинское    |
| 46  | Бражниково                               | деревня                 | ↘33       | сельское поселение Дровнинское    |
| 47  | Бугайлово                                | деревня                 | →4        | сельское поселение Борисовское    |
| 48  | Бурково                                  | деревня                 | ↗5        | городское поселение Уваровка      |
| 49  | Бурмакино                                | деревня                 | ↘38       | сельское поселение Порецкое       |
| 50  | Бурцево                                  | хутор                   | ↗76       | сельское поселение Замошинское    |
| 51  | Бурцево                                  | деревня                 | ↗26       | сельское поселение Клементьевское |
| 52  | Бутырки                                  | деревня                 | ↘0        | сельское поселение Дровнинское    |
| 53  | Бухарево                                 | деревня                 | ↗5        | сельское поселение Порецкое       |
| 54  | Бычково                                  | деревня                 | ↗7        | сельское поселение Горетовское    |
| 55  | Бычково                                  | хутор                   | ↗15       | сельское поселение Юрловское      |
| 56  | Валуево                                  | деревня                 | ↘29       | сельское поселение Бородинское    |
| 57  | Васюково                                 | деревня                 | ↗3        | сельское поселение Клементьевское |
| 58  | Ваулино                                  | деревня                 | ↗149      | сельское поселение Юрловское      |
| 59  | Вельяшево                                | деревня                 | ↗1        | сельское поселение Порецкое       |
| 60  | Вёшки                                    | деревня                 | ↗76       | сельское поселение Дровнинское    |
| 61  | Вишенки                                  | деревня                 | ↗31       | сельское поселение Замошинское    |
| 62  | Власово                                  | хутор                   | ↘6        | городское поселение Уваровка      |
| 63  | Власово                                  | деревня                 | ↘24       | сельское поселение Борисовское    |
| 64  | Волосково                                | деревня                 | ↘3        | сельское поселение Юрловское      |
| 65  | Воронино                                 | деревня                 | →0        | городское поселение Уваровка      |
| 66  | Вороново                                 | деревня                 | ↘11       | сельское поселение Юрловское      |
| 67  | Воронцово                                | деревня                 | ↘11       | сельское поселение Бородинское    |
| 68  | Воронцово                                | местечко                | ↘0        | сельское поселение Клементьевское |
| 69  | Ворошилово                               | посёлок                 | ↗8        | сельское поселение Бородинское    |
| 70  | Высокое                                  | деревня                 | ↗27       | сельское поселение Замошинское    |
| 71  | Вышнее                                   | деревня                 | ↗22       | сельское поселение Замошинское    |
| 72  | Вяземское                                | деревня                 | ↗25       | сельское поселение Клементьевское |
| 73  | Гавшино                                  | деревня                 | ↗26       | сельское поселение Клементьевское |
| 74  | Гальчино                                 | деревня                 | ↘6        | сельское поселение Юрловское      |
| 75  | Гидроузел                                | посёлок                 | ↘794      | городское поселение Можайск       |
| 76  | Глазово                                  | деревня                 | ↗7        | сельское поселение Горетовское    |
| 77  | Глуховка                                 | деревня                 | ↗11       | сельское поселение Юрловское      |
| 78  | Глядково                                 | деревня                 | ↗74       | сельское поселение Порецкое       |
| 79  | Головино                                 | деревня                 | ↘10       | сельское поселение Бородинское    |
| 80  | Головино                                 | хутор                   | ↗10       | сельское поселение Юрловское      |
| 81  | Голышкино                                | деревня                 | →8        | сельское поселение Порецкое       |
| 82  | Горбуны                                  | деревня                 | ↗12       | сельское поселение Замошинское    |
| 83  | Горетово                                 | деревня                 | ↘1040     | сельское поселение Горетовское    |
| 84  | Горки                                    | деревня                 | ↘160      | сельское поселение Бородинское    |
| 85  | Горки                                    | село                    | ↗14       | сельское поселение Горетовское    |
| 86  | Горки                                    | хутор                   | ↘0        | сельское поселение Замошинское    |
| 87  | Горки                                    | местечко                | ↗1        | сельское поселение Порецкое       |
| 88  | Горячкино                                | деревня                 | ↘2        | сельское поселение Бородинское    |
| 89  | Грибово                                  | деревня                 | ↘6        | сельское поселение Порецкое       |
| 90  | Гриднево                                 | деревня                 | ↘42       | городское поселение Уваровка      |
| 91  | Грязи                                    | деревня                 | →4        | сельское поселение Бородинское    |
| 92  | Губино                                   | деревня                 | ↗39       | сельское поселение Юрловское      |
| 93  | Дальнее                                  | деревня                 | ↘66       | сельское поселение Порецкое       |
| 94  | Дегтяри                                  | деревня                 | ↘110      | сельское поселение Порецкое       |
| 95  | Демихово                                 | деревня                 | ↗2        | сельское поселение Горетовское    |
| 96  | Денежниково                              | деревня                 | ↘2        | сельское поселение Борисовское    |
| 97  | Денисьево                                | деревня                 | ↗16       | сельское поселение Спутник        |
| 98  | Дёрново                                  | деревня                 | →1        | сельское поселение Горетовское    |
| 99  | Долгинино                                | деревня                 | ↗12       | сельское поселение Клементьевское |
| 100 | Дома отдыха «Красный стан»               | посёлок                 | ↗144      | сельское поселение Спутник        |
| 101 | Дорожно-эксплуатационного участка        | посёлок                 | ↘72       | сельское поселение Борисовское    |
| 102 | Доронино                                 | деревня                 | ↘0        | сельское поселение Бородинское    |
| 103 | Дровнино                                 | деревня                 | ↗47       | сельское поселение Дровнинское    |
| 104 | Дурнево                                  | деревня                 | →2        | сельское поселение Юрловское      |
| 105 | Дурыкино                                 | деревня                 | ↘75       | сельское поселение Дровнинское    |
| 106 | Дьяково                                  | деревня                 | ↘3        | сельское поселение Дровнинское    |
| 107 | Елево                                    | деревня                 | ↘8        | сельское поселение Юрловское      |
| 108 | Ельник                                   | деревня                 | ↗6        | сельское поселение Порецкое       |
| 109 | Ельня                                    | деревня                 | ↘11       | сельское поселение Борисовское    |
| 110 | Еремеево                                 | деревня                 | ↗14       | сельское поселение Порецкое       |
| 111 | Ерышово                                  | деревня                 | ↗42       | городское поселение Уваровка      |
| 112 | Желомеено                                | деревня                 | ↗21       | сельское поселение Порецкое       |
| 113 | Жизлово                                  | деревня                 | ↗20       | сельское поселение Юрловское      |
| 114 | Замошье                                  | деревня                 | ↗10       | сельское поселение Порецкое       |
| 115 | Заполье                                  | деревня                 | ↗7        | сельское поселение Порецкое       |
| 116 | Заречная Слобода                         | деревня                 | ↗148      | городское поселение Можайск       |
| 117 | Заречье                                  | деревня                 | ↘16       | сельское поселение Борисовское    |
| 118 | Заслонино                                | деревня                 | ↗69       | сельское поселение Порецкое       |
| 119 | Захаровка                                | деревня                 | ↗18       | сельское поселение Замошинское    |
| 120 | Захарьино                                | деревня                 | ↘5        | сельское поселение Спутник        |
| 121 | Зачатьё                                  | деревня                 | ↗12       | сельское поселение Спутник        |
| 122 | Збышки                                   | деревня                 | ↗14       | сельское поселение Клементьевское |
| 123 | Зенино                                   | деревня                 | ↗5        | сельское поселение Юрловское      |
| 124 | Знаменка                                 | деревня                 | ↗2        | сельское поселение Борисовское    |
| 125 | Золотилово                               | деревня                 | ↗16       | городское поселение Уваровка      |
| 126 | Ивакино                                  | деревня                 | ↘516      | сельское поселение Юрловское      |
| 127 | Игумново                                 | деревня                 | ↘161      | сельское поселение Спутник        |
| 128 | Ильинская Слобода                        | деревня                 | ↗96       | городское поселение Можайск       |
| 129 | Ильинское                                | деревня                 | →0        | сельское поселение Замошинское    |
| 130 | Имени Дзержинского                       | посёлок                 | ↗3003     | городское поселение Можайск       |
| 131 | Исавицы                                  | деревня                 | ↗104      | городское поселение Можайск       |
| 132 | Калужское                                | деревня                 | ↘20       | сельское поселение Дровнинское    |
| 133 | Каменка                                  | деревня                 | ↘12       | сельское поселение Порецкое       |
| 134 | Камынинка                                | деревня                 | ↗7        | сельское поселение Борисовское    |
| 135 | Каржень                                  | деревня                 | ↗10       | сельское поселение Юрловское      |
| 136 | Карьероуправления                        | посёлок                 | ↘507      | сельское поселение Дровнинское    |
| 137 | Кикино                                   | деревня                 | ↘1        | сельское поселение Борисовское    |
| 138 | Киселёво                                 | деревня                 | ↘20       | сельское поселение Замошинское    |
| 139 | Клементьево                              | деревня                 | ↘1020     | сельское поселение Клементьевское |
| 140 | Клемятино                                | деревня                 | ↘1        | сельское поселение Борисовское    |
| 141 | Кобяково                                 | деревня                 | ↘11       | сельское поселение Юрловское      |
| 142 | Ковалёво                                 | деревня                 | ↗15       | сельское поселение Бородинское    |
| 143 | Кожино                                   | деревня                 | ↗3        | сельское поселение Порецкое       |
| 144 | Кожухово                                 | деревня                 | ↗51       | городское поселение Можайск       |
| 145 | Колоцкое                                 | деревня                 | ↗49       | городское поселение Уваровка      |
| 146 | Колочь                                   | посёлок станции         | ↗45       | сельское поселение Бородинское    |
| 147 | Колычёво                                 | посёлок                 | ↘1854     | городское поселение Можайск       |
| 148 | Копытово                                 | деревня                 | ↗17       | городское поселение Уваровка      |
| 149 | Коровино                                 | деревня                 | ↘43       | сельское поселение Борисовское    |
| 150 | Корытово                                 | деревня                 | ↗10       | городское поселение Уваровка      |
| 151 | Корытцево                                | деревня                 | ↘7        | сельское поселение Юрловское      |
| 152 | Косьмово                                 | деревня                 | ↗8        | сельское поселение Бородинское    |
| 153 | Красновидово                             | деревня                 | ↘189      | сельское поселение Горетовское    |
| 154 | Красноиншино                             | деревня                 | ↗14       | сельское поселение Бородинское    |
| 155 | Красный Балтиец                          | деревня                 | ↗981      | городское поселение Можайск       |
| 156 | Красный Стан                             | деревня                 | ↗48       | сельское поселение Спутник        |
| 157 | Криушино                                 | деревня                 | →30       | сельское поселение Бородинское    |
| 158 | Кромино                                  | деревня                 | ↘4        | сельское поселение Борисовское    |
| 159 | Крылатки                                 | деревня                 | ↘2        | сельское поселение Бородинское    |
| 160 | Крюково                                  | деревня                 | ↘8        | сельское поселение Бородинское    |
| 161 | Кубаревка                                | деревня                 | ↗4        | сельское поселение Бородинское    |
| 162 | Кузяево                                  | деревня                 | ↘9        | сельское поселение Порецкое       |
| 163 | Кукарино                                 | деревня                 | ↗171      | городское поселение Можайск       |
| 164 | Купрово                                  | деревня                 | ↗14       | сельское поселение Юрловское      |
| 165 | Куровка                                  | деревня                 | ↘4        | сельское поселение Юрловское      |
| 166 | Кусково                                  | деревня                 | ↗109      | сельское поселение Замошинское    |
| 167 | Кутлово                                  | деревня                 | ↘11       | сельское поселение Юрловское      |
| 168 | Ладыгино                                 | деревня                 | →11       | сельское поселение Порецкое       |
| 169 | Левашово                                 | деревня                 | ↗9        | сельское поселение Бородинское    |
| 170 | Лесное                                   | посёлок                 | ↗96       | сельское поселение Клементьевское |
| 171 | Леспромхоза                              | посёлок                 | ↗146      | сельское поселение Бородинское    |
| 172 | Лесхоза Юрлово                           | посёлок                 | ↘14       | сельское поселение Юрловское      |
| 173 | Липовка                                  | деревня                 | ↗37       | сельское поселение Замошинское    |
| 174 | Липуниха                                 | деревня                 | ↘12       | сельское поселение Дровнинское    |
| 175 | Лобково                                  | деревня                 | →0        | сельское поселение Замошинское    |
| 176 | Логиново                                 | деревня                 | ↘100      | сельское поселение Бородинское    |
| 177 | Лопатино                                 | деревня                 | ↗6        | сельское поселение Юрловское      |
| 178 | Лубёнки                                  | деревня                 | ↗15       | сельское поселение Горетовское    |
| 179 | Лусось                                   | деревня                 | ↘13       | сельское поселение Дровнинское    |
| 180 | Лыкшево                                  | деревня                 | ↘0        | сельское поселение Порецкое       |
| 181 | Лысково                                  | деревня                 | ↗27       | сельское поселение Спутник        |
| 182 | Лыткино                                  | деревня                 | ↘136      | сельское поселение Борисовское    |
| 183 | Люльки                                   | деревня                 | ↗22       | сельское поселение Замошинское    |
| 184 | Макарово                                 | деревня                 | ↗27       | сельское поселение Клементьевское |
| 185 | Маклаково                                | деревня                 | ↗6        | сельское поселение Клементьевское |
| 186 | Маланьино                                | деревня                 | →0        | сельское поселение Юрловское      |
| 187 | Малое Новосурино                         | деревня                 | ↗29       | сельское поселение Борисовское    |
| 188 | Малое Соколово                           | деревня                 | ↘4        | сельское поселение Борисовское    |
| 189 | Малое Тёсово                             | деревня                 | →1        | сельское поселение Спутник        |
| 190 | Малые Парфёнки                           | деревня                 | ↗4        | сельское поселение Борисовское    |
| 191 | Малые Решники                            | деревня                 | →0        | сельское поселение Бородинское    |
| 192 | Марфин-Брод                              | деревня                 | ↗82       | городское поселение Можайск       |
| 193 | Махово                                   | деревня                 | ↗22       | сельское поселение Порецкое       |
| 194 | Медико-инструментального завода          | посёлок                 | ↘1052     | городское поселение Можайск       |
| 195 | Межутино                                 | деревня                 | ↗25       | сельское поселение Порецкое       |
| 196 | Милятино                                 | деревня                 | ↘78       | сельское поселение Горетовское    |
| 197 | Мира                                     | посёлок                 | ↘2        | сельское поселение Замошинское    |
| 198 | Митино                                   | деревня                 | ↘8        | сельское поселение Порецкое       |
| 199 | Митьково                                 | деревня                 | ↘18       | городское поселение Уваровка      |
| 200 | Михайловское                             | деревня                 | →0        | сельское поселение Борисовское    |
| 201 | Михайловское                             | село                    | ↗8        | сельское поселение Спутник        |
| 202 | Михалёво                                 | деревня                 | ↘52       | сельское поселение Дровнинское    |
| 203 | Моденово                                 | деревня                 | ↗167      | сельское поселение Спутник        |
| 204 | Можайск                                  | город                   | ↘32 755   | городское поселение Можайск       |
| 205 | Мокрое                                   | деревня                 | ↘1079     | сельское поселение Замошинское    |
| 206 | Мордвиново                               | деревня                 | ↗18       | сельское поселение Юрловское      |
| 207 | Москворецкая Слобода                     | деревня                 | ↗117      | городское поселение Можайск       |
| 208 | Мотягино                                 | деревня                 | ↘51       | сельское поселение Порецкое       |
| 209 | Мышкино                                  | деревня                 | ↘86       | сельское поселение Горетовское    |
| 210 | Наричино                                 | деревня                 | ↗4        | сельское поселение Порецкое       |
| 211 | Настасьино                               | деревня                 | ↘90       | сельское поселение Клементьевское |
| 212 | Небогатово                               | деревня                 | →0        | сельское поселение Порецкое       |
| 213 | Некрасово                                | деревня                 | ↗78       | сельское поселение Замошинское    |
| 214 | Неровново                                | деревня                 | ↗7        | сельское поселение Клементьевское |
| 215 | Никитино                                 | деревня                 | ↘9        | сельское поселение Порецкое       |
| 216 | Никольское                               | деревня                 | ↗10       | сельское поселение Порецкое       |
| 217 | Новая                                    | деревня                 | ↗101      | городское поселение Можайск       |
| 218 | Новинки                                  | деревня                 | ↘53       | сельское поселение Клементьевское |
| 219 | Нововасильевское                         | деревня                 | ↗55       | сельское поселение Замошинское    |
| 220 | Новое Село                               | деревня                 | ↗20       | сельское поселение Бородинское    |
| 221 | Новомихайловка                           | деревня                 | ↘5        | сельское поселение Бородинское    |
| 222 | Новопокров                               | деревня                 | ↗7        | сельское поселение Порецкое       |
| 223 | Новопоречье                              | деревня                 | ↗52       | сельское поселение Порецкое       |
| 224 | Новосёлки                                | деревня                 | ↘1        | сельское поселение Клементьевское |
| 225 | Новые Сычики                             | деревня                 | ↘45       | сельское поселение Дровнинское    |
| 226 | Новый Путь                               | деревня                 | ↗26       | сельское поселение Спутник        |
| 227 | Облянищево                               | деревня                 | ↗72       | сельское поселение Спутник        |
| 228 | Острицы-1                                | деревня                 | ↗3        | сельское поселение Порецкое       |
| 229 | Острицы-2                                | деревня                 | ↗28       | сельское поселение Порецкое       |
| 230 | Отделения-4 совхоза «Павлищево»          | посёлок                 | ↘10       | сельское поселение Клементьевское |
| 231 | Отяково                                  | деревня                 | ↗105      | городское поселение Можайск       |
| 232 | Павлищево                                | деревня                 | ↗877      | сельское поселение Клементьевское |
| 233 | Панино                                   | деревня                 | ↗77       | сельское поселение Замошинское    |
| 234 | Пасильево                                | деревня                 | ↘67       | городское поселение Уваровка      |
| 235 | Пеньгово                                 | деревня                 | →2        | сельское поселение Борисовское    |
| 236 | Первое Мая                               | деревня                 | ↗14       | сельское поселение Спутник        |
| 237 | Перещапово                               | деревня                 | ↗139      | сельское поселение Клементьевское |
| 238 | Петраково                                | деревня                 | ↗17       | сельское поселение Порецкое       |
| 239 | Петрово                                  | деревня                 | ↗6        | сельское поселение Клементьевское |
| 240 | Плешаково                                | деревня                 | ↗10       | сельское поселение Дровнинское    |
| 241 | Погорелое                                | деревня                 | ↗10       | сельское поселение Дровнинское    |
| 242 | Подсосенье                               | деревня                 | ↗12       | сельское поселение Бородинское    |
| 243 | Поздняково                               | деревня                 | ↘4        | сельское поселение Бородинское    |
| 244 | Поминово                                 | деревня                 | ↘5        | сельское поселение Бородинское    |
| 245 | Поповка                                  | хутор                   | ↘4        | сельское поселение Дровнинское    |
| 246 | Поповка                                  | деревня                 | ↗20       | сельское поселение Порецкое       |
| 247 | Поречье                                  | село                    | ↘1138     | сельское поселение Порецкое       |
| 248 | Потапово                                 | деревня                 | ↗3        | сельское поселение Горетовское    |
| 249 | Поченичено                               | деревня                 | ↘0        | сельское поселение Юрловское      |
| 250 | Починки                                  | деревня                 | ↗2        | сельское поселение Борисовское    |
| 251 | Праслово                                 | деревня                 | ↗63       | городское поселение Уваровка      |
| 252 | Преснецово                               | деревня                 | ↗89       | сельское поселение Юрловское      |
| 253 | Приданцево                               | деревня                 | ↘17       | сельское поселение Дровнинское    |
| 254 | Прокофьево                               | деревня                 | →0        | городское поселение Уваровка      |
| 255 | Прудня                                   | деревня                 | →1        | сельское поселение Клементьевское |
| 256 | Псарёво                                  | деревня                 | ↘0        | сельское поселение Бородинское    |
| 257 | Псарёво                                  | село                    | →0        | сельское поселение Бородинское    |
| 258 | Пуршево                                  | деревня                 | ↗121      | сельское поселение Клементьевское |
| 259 | Пушкино                                  | деревня                 | ↗58       | сельское поселение Спутник        |
| 260 | Пятково                                  | деревня                 | ↘1        | сельское поселение Борисовское    |
| 261 | Рассолово                                | деревня                 | ↗12       | сельское поселение Порецкое       |
| 262 | Ратчино                                  | деревня                 | ↗11       | сельское поселение Клементьевское |
| 263 | Рогачёво                                 | село                    | ↘0        | сельское поселение Борисовское    |
| 264 | Рогачёво                                 | деревня                 | ↘66       | сельское поселение Порецкое       |
| 265 | Романцево                                | деревня                 | ↘4        | сельское поселение Бородинское    |
| 266 | Рыльково                                 | деревня                 | ↗70       | городское поселение Можайск       |
| 267 | Рябинки                                  | деревня                 | ↗5        | сельское поселение Замошинское    |
| 268 | Сады                                     | деревня                 | ↘13       | городское поселение Уваровка      |
| 269 | Сальницы                                 | деревня                 | ↘0        | сельское поселение Юрловское      |
| 270 | Самынино                                 | деревня                 | ↘0        | сельское поселение Дровнинское    |
| 271 | Свинцово                                 | деревня                 | ↗6        | сельское поселение Юрловское      |
| 272 | Сельцы                                   | деревня                 | →0        | сельское поселение Клементьевское |
| 273 | Семейники                                | деревня                 | ↗45       | сельское поселение Порецкое       |
| 274 | Семёновское                              | деревня                 | ↘77       | сельское поселение Бородинское    |
| 275 | Семёновское                              | село                    | ↘851      | сельское поселение Замошинское    |
| 276 | Сергово                                  | деревня                 | ↘25       | сельское поселение Клементьевское |
| 277 | Сивково                                  | деревня                 | ↘1        | сельское поселение Борисовское    |
| 278 | Синичино                                 | деревня                 | ↘7        | сельское поселение Порецкое       |
| 279 | Слащёво                                  | деревня                 | ↘132      | сельское поселение Замошинское    |
| 280 | Собольки                                 | деревня                 | ↘5        | сельское поселение Борисовское    |
| 281 | Сокольниково                             | село                    | ↗957      | сельское поселение Юрловское      |
| 282 | Соловьёвка                               | деревня                 | →4        | сельское поселение Замошинское    |
| 283 | Спутник                                  | посёлок                 | ↘1219     | сельское поселение Спутник        |
| 284 | Старая Тяга                              | деревня                 | ↗9        | сельское поселение Порецкое       |
| 285 | Старое Село                              | село                    | ↗10       | сельское поселение Борисовское    |
| 286 | Старое Село                              | деревня                 | ↘8        | сельское поселение Бородинское    |
| 287 | Стеблево                                 | деревня                 | ↗14       | сельское поселение Порецкое       |
| 288 | Стреево                                  | деревня                 | ↗2        | сельское поселение Юрловское      |
| 289 | Строитель                                | посёлок                 | ↗3384     | городское поселение Можайск       |
| 290 | Судаково                                 | деревня                 | ↘1        | сельское поселение Борисовское    |
| 291 | Суконниково                              | деревня                 | ↘28       | городское поселение Уваровка      |
| 292 | Сытино                                   | деревня                 | ↗49       | сельское поселение Дровнинское    |
| 293 | Сычи                                     | деревня                 | →4        | городское поселение Уваровка      |
| 294 | Сычики                                   | деревня                 | ↘92       | сельское поселение Дровнинское    |
| 295 | Татариново                               | деревня                 | ↘91       | сельское поселение Бородинское    |
| 296 | Твердики                                 | деревня                 | ↗37       | сельское поселение Дровнинское    |
| 297 | Телятьево                                | деревня                 | ↗7        | сельское поселение Борисовское    |
| 298 | Тетерино                                 | деревня                 | ↗132      | городское поселение Можайск       |
| 299 | Тимошино                                 | деревня                 | ↘5        | сельское поселение Порецкое       |
| 300 | Тиунцево                                 | деревня                 | ↘2        | сельское поселение Порецкое       |
| 301 | Тихоново                                 | деревня                 | ↗70       | городское поселение Можайск       |
| 302 | Топорово                                 | деревня                 | →0        | сельское поселение Клементьевское |
| 303 | Троица                                   | деревня                 | ↘66       | сельское поселение Бородинское    |
| 304 | Тропарёво                                | село                    | ↗1125     | сельское поселение Юрловское      |
| 305 | Тушков Городок                           | деревня                 | →4        | сельское поселение Бородинское    |
| 306 | Уваровка                                 | посёлок городского типа | ↗3944     | городское поселение Уваровка      |
| 307 | Ульяново                                 | деревня                 | ↘1        | сельское поселение Порецкое       |
| 308 | Утицы                                    | деревня                 | ↘4        | сельское поселение Борисовское    |
| 309 | Учхоза «Александрово»                    | посёлок                 | ↗686      | сельское поселение Бородинское    |
| 310 | Фалилеево                                | деревня                 | →1        | сельское поселение Бородинское    |
| 311 | Фёдоровское                              | деревня                 | ↗19       | городское поселение Уваровка      |
| 312 | Фомино                                   | деревня                 | ↗16       | сельское поселение Борисовское    |
| 313 | Фомкино                                  | деревня                 | ↘5        | сельское поселение Бородинское    |
| 314 | Ханево                                   | деревня                 | ↘7        | сельское поселение Клементьевское |
| 315 | Хващёвка                                 | деревня                 | ↘41       | сельское поселение Замошинское    |
| 316 | Холдеево                                 | деревня                 | ↗23       | сельское поселение Клементьевское |
| 317 | Холм                                     | деревня                 | ↘92       | сельское поселение Клементьевское |
| 318 | Холмец                                   | деревня                 | →0        | сельское поселение Дровнинское    |
| 319 | Холмово                                  | деревня                 | ↗3        | сельское поселение Порецкое       |
| 320 | Хорошилово                               | деревня                 | ↗21       | сельское поселение Юрловское      |
| 321 | Хотилово                                 | деревня                 | ↗17       | сельское поселение Горетовское    |
| 322 | Храброво                                 | деревня                 | ↗185      | сельское поселение Замошинское    |
| 323 | Цветки                                   | деревня                 | ↘6        | сельское поселение Замошинское    |
| 324 | Цветковский                              | посёлок                 | ↘849      | сельское поселение Дровнинское    |
| 325 | Цезарево                                 | деревня                 | →103      | сельское поселение Юрловское      |
| 326 | Центральной усадьбы совхоза «Синичино»   | посёлок                 | ↘837      | сельское поселение Порецкое       |
| 327 | Центральной усадьбы совхоза Уваровский-2 | посёлок                 | ↗26       | городское поселение Уваровка      |
| 328 | Цуканово                                 | посёлок                 | ↗38       | сельское поселение Замошинское    |
| 329 | Цыплино                                  | деревня                 | ↗43       | сельское поселение Борисовское    |
| 330 | Чебуново                                 | деревня                 | ↘12       | сельское поселение Борисовское    |
| 331 | Ченцово                                  | деревня                 | ↗169      | городское поселение Можайск       |
| 332 | Чернево                                  | деревня                 | ↘93       | сельское поселение Порецкое       |
| 333 | Черняки                                  | деревня                 | ↘8        | сельское поселение Бородинское    |
| 334 | Шаликово                                 | деревня                 | ↗122      | сельское поселение Спутник        |
| 335 | Шаликово                                 | посёлок                 | ↗143      | сельское поселение Спутник        |
| 336 | Шапкино                                  | деревня                 | ↗10       | сельское поселение Замошинское    |
| 337 | Шваново                                  | деревня                 | ↗20       | сельское поселение Дровнинское    |
| 338 | Швечково                                 | деревня                 | ↗15       | сельское поселение Дровнинское    |
| 339 | Шебаршино                                | деревня                 | ↗7        | сельское поселение Клементьевское |
| 340 | Шевардино                                | деревня                 | ↘49       | сельское поселение Бородинское    |
| 341 | Шейново                                  | деревня                 | ↗19       | сельское поселение Дровнинское    |
| 342 | Шеломово                                 | деревня                 | ↘10       | сельское поселение Клементьевское |
| 343 | Шеляково                                 | деревня                 | ↘1        | сельское поселение Юрловское      |
| 344 | Шибинка                                  | деревня                 | ↗8        | сельское поселение Юрловское      |
| 345 | Шиколово                                 | деревня                 | ↗61       | сельское поселение Спутник        |
| 346 | Шимоново                                 | деревня                 | →0        | сельское поселение Юрловское      |
| 347 | Ширино                                   | деревня                 | ↘54       | сельское поселение Юрловское      |
| 348 | Ширякино                                 | деревня                 | ↘21       | сельское поселение Порецкое       |
| 349 | Шишиморово                               | деревня                 | ↗15       | сельское поселение Клементьевское |
| 350 | Шохово                                   | деревня                 | ↗732      | городское поселение Уваровка      |
| 351 | Шохово                                   | село                    | ↗14       | сельское поселение Юрловское      |
| 352 | Юдинки                                   | деревня                 | ↘1        | сельское поселение Борисовское    |
| 353 | Юрлово                                   | деревня                 | ↗166      | сельское поселение Юрловское      |
| 354 | Юрьево                                   | деревня                 | ↘7        | сельское поселение Юрловское      |
| 355 | Юрятино                                  | деревня                 | ↘7        | сельское поселение Дровнинское    |
| 356 | Ягодино                                  | деревня                 | ↘31       | сельское поселение Порецкое       |
| 357 | Язёво                                    | деревня                 | ↗74       | сельское поселение Борисовское    |
| 358 | Ямская                                   | деревня                 | ↗390      | городское поселение Можайск       |

## Общая карта
Легенда карты:
|  | Более 30 000 жителей |
|  | 2000—5000 жителей    |
|  | 1000—2000 жителей    |
|  | 500—1000 жителей     |
|  | Менее 500 жителей    |

## Экономика
Можайский район имеет аграрно-рекреационную специализацию. Промышленные предприятия сосредоточены преимущественно в городе Можайске.

### Промышленность
Можайский район имеет многоотраслевую промышленность, выпускающую десятки наименований различной продукции. Обрабатывающая промышленность представлена 42 предприятиями крупного, среднего и малого бизнеса. Крупнейшие промышленные предприятия:
- ОАО «Можайский полиграфический комбинат»
- ОАО «Можайский МИЗ» (медико-инструментальный завод)

Лёгкая промышленность:
- ЗАО «Франт» (пошив одежды)

Промышленность строительных материалов:
- ООО «Бородино-пласт» (водонапорные трубы из полиэтилена)
- ДОАО «198 КЖИ».
- ЗАО «Кселла-Аэроблок-Центр Можайск» (газобетонные блоки YTONG)
- ООО «Озон» (производство бетона)

Предприятия пищевой промышленности:
- ЗАО ЗСМ «Можайский»
- ОАО «Можайский мясокомбинат»
- ЗАО «Бородино» (безалкогольные и слабоалкогольные напитки)
- ЗАО «Памрост»
- ООО «Можайский Шампиньон»[40]
- Торговый дом «Родное поле»
- ММП «АИДА»
- Молокозавод в п. Уваровка

С середины 2007 года выпускает строительные материалы из ячеистого бетона совместное российско-германское предприятие ЗАО «Кселла-Аэроблок-Центр Можайск». Поскольку район обладает крупными лесными ресурсами, развита лесная промышленность (вывоз древесины, изготовление пиломатериалов). Заканчивается строительство мини — завода по переработке молока ООО «Колхоз Александрово».

### Сельское хозяйство
Животноводство имеет молочно-мясную направленность; развито картофелеводство. В 2005 году в районе насчитывалось свыше 390 сельскохозяйственных предприятий. Можайский район по достигнутым показателям в сельском хозяйстве входит в первую десятку районов Московской области. Сельскохозяйственное производство района ориентировано на производство качественного сырья для предприятий молочной и мясной промышленности. В сложившейся структуре посевных площадей особое место отведено производству кормов: 80 % посевных площадей занимают кормовые культуры. Урожайность зерновых составляет 22,7 ц/га, валовое производство в 2008 году составило свыше 9000 тонн.

## Социальная сфера
В районе (2005) — 6 больниц, один роддом, 8 аптек, 44 общеобразовательных заведения, 4 профессиональных училища, школа искусств, музыкальная школа.
В селе Порецкое функционирует санаторий Службы внешней разведки.

## Органы власти
Структуру органов местного самоуправления Можайского муниципального района составляют:
- Совет депутатов Можайского муниципального района (представительный орган); состоит из 17 депутатов, избираемых на муниципальных выборах на основе всеобщего, равного и прямого избирательного права при тайном голосовании сроком на 5 лет[43].
- Глава Можайского муниципального района; избирается гражданами, проживающими на территории Можайского муниципального района и обладающими избирательным правом, на основании всеобщего, равного и прямого избирательного права при тайном голосовании сроком на 5 лет;
- Администрация Можайского муниципального района (исполнительно-распорядительный орган);
- Контрольно-счётная палата Можайского муниципального района (контрольный орган).

По результатам выборов 1 марта 2009 года Совет депутатов Можайского района имеет следующий партийный состав:
| Партии | Партии                                          | 2009 | 2014 | 2021 |
| ------ | ----------------------------------------------- | ---- | ---- | ---- |
|        | Единая Россия                                   | 8    | 9    | 15   |
|        | КПРФ                                            | 4    | 5    | 2    |
|        | Справедливая Россия                             | 3    | -    | 1    |
|        | ЛДПР                                            | 2    | 1    | 2    |
|        | Российская партия пенсионеров за справедливость | -    | 1    | -    |
| Всего  | Всего                                           | 17   | 16   | 20   |

Глава Можайского района
- Афанасьева Лидия Семёновна — с 21 января 2016 года[45] по н.в..
- И. о. главы ММР Поночевный Илья Игоревич — с 19 декабря 2015 года[46] по 20 января 2016 года.
- Чёрный Александр Владимирович — с 9 сентября 2013 года[47] по 18 декабря 2015 года (отставка)[46].
- Беланович Дмитрий Михайлович — с 2 марта 2009 года[48] по 25 июня 2013 года (отставка)[49].
- Насонов Владимир Владимирович — с 2000 года по 1 марта 2009 года.
- Ерёменко Геннадий Николаевич — с 1981 по 2000 года[50].

## Средства массовой информации
Выходят общественно-политические издания «Можайск Сегодня», газета городского поселения Можайск — «Можайские вести», «Новая жизнь» и «Можайское обозрение», а также газета «Рекламная неделька». Действует радиостанция «Можайское радио 101,5 FM».
Есть телеканал «Можайское телевидение».

## Транспорт
Через район проходят Московско-Смоленская железная дорога, Минское и Можайское шоссе, связывающие район со столицей.

## Побратимы
У Можайского района установлены побратимские отношения с 6 районами и одним городом в Чехии.
| Район/Город           | Регион               | Страна   | Дата                                                          |
| --------------------- | -------------------- | -------- | ------------------------------------------------------------- |
| Переяслав-Хмельницкий | Киевская область     | Украина  | 1953 (Соглашение о соцсоревновании)                           |
| Кетченеровский        | Калмыкия             | Россия   | 01.06.1997                                                    |
| Вилейский             | Минская область      | Беларусь | январь 1998                                                   |
| Гагаринский           | Смоленская область   | Россия   | 13.01.2001                                                    |
| Гороховецкий          | Владимирская область | Россия   | 17.07.2004                                                    |
| Кирилловский          | Вологодская область  | Россия   | 08.06.2008                                                    |
| Славков-у-Брна        | Южноморавский край   | Чехия    | 08.08.2012 (Соглашение об установлении партнёрских отношений) |
| Медвежьегорский       | Республика Карелия   | Россия   | 18.02.2015                                                    |

## Достопримечательности
- Никольский собор (1802—14)
- Петропавловская церковь (1849—52)
- Церковь Иоакима и Анны (XVIII в.)
- Ансамбль Лужецкого монастыря (основан в 1408)

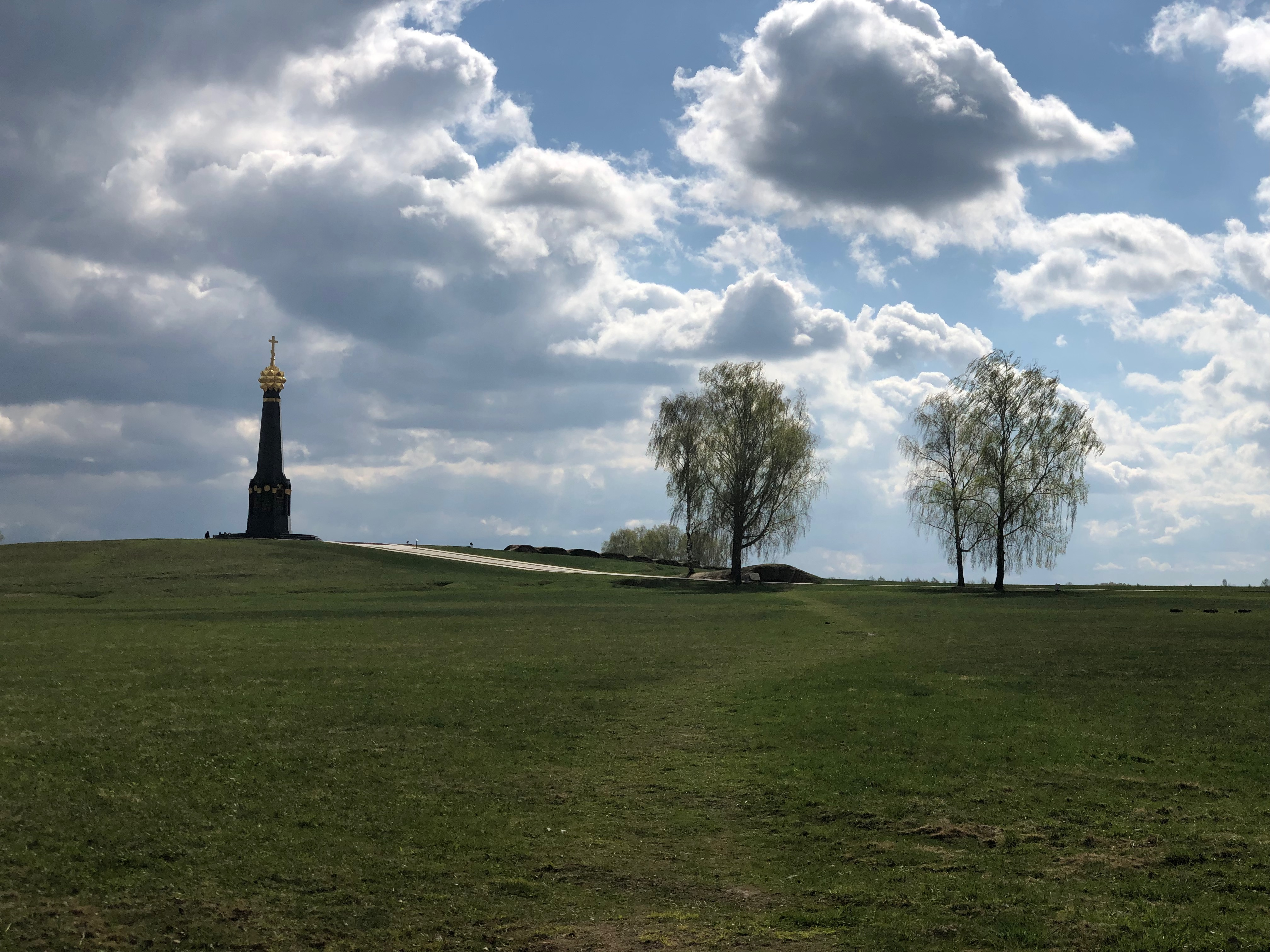
Бородинское поле

- Бородинское полеАнсамбль Бородинского поля (Государственный военно-исторический музей-заповедник) включая Спасо-Бородинский монастырь
- Церковь Смоленской иконы Божией Матери в селе Бородино
- Дом-музей художника С. В. Герасимова
- Пореченский парк с уникальной дендрологической коллекцией
- Историко-краеведческий музей
- Колоцкий женский монастырь
- Усадьба Бестужевых-Рюминых
- Замри-гора
- Долина Славы

## Факты
- В восемнадцатой главе «Письмо почтальона Печкина» книги Эдуарда Успенского «Дядя Фёдор, пёс и кот» указывается, что Печкин в своём письме подписывается так:

До свиданья. Почтальон деревни Простоквашино, Можайского района,
Печкин
По-видимому, имеется в виду Можайский район Московской области.[значимость факта?]
- В честь 190-летия со дня рождения Карла Тюрмера в Порецком участковом лесничестве Бородинского филиала ГКУ «Мособллес», в лесах, созданных в 1871 году, установлен памятный камень с надписью: «Великому лесоводу-экспериментатору К. Ф. Тюрмеру от современных лесоводов в честь 190-летия»[53].